# 谢稚
謝稚，字孺子，陳郡陽夏县人，刘宋官员、文人，謝裕之孙、謝恂之子。
謝稚年轻时与族兄谢庄齐名。多艺能，尤善长声律。车骑将军王彧，是謝稚姑母的儿子。曾经与謝稚在桐台宴会，謝稚吹笙，王彧起舞，既而叹道：“今日真让人飘摇有伊、洛之间的意味。”謝稚担任新安王（劉子鸞）主簿，出为庐江郡太守，请辞，宋孝武帝对有关部门说：“谢孺子不可屈居小郡。”于是任命为司徒主簿。后因家贫，求任西阳郡太守，在官任上去世。